# بحيرة أولوسكو

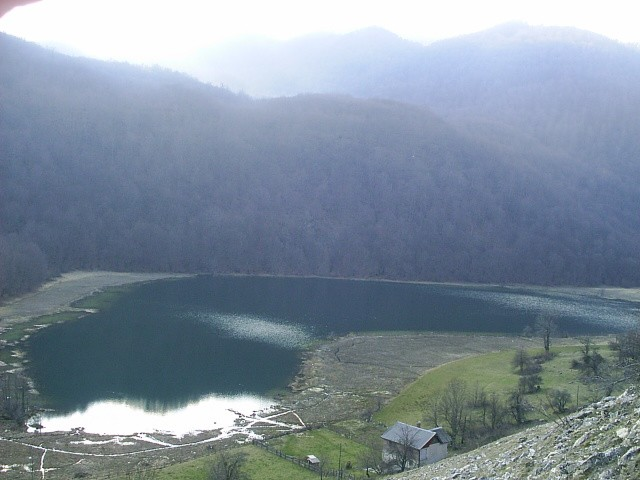
بحيرة أولوسكو

بحيرة أولوسكو  هي بحيرة تقع في البوسنة والهرسك.تحديداً تقع في بلدية أولوغ وهي قرية في بلدية كالينوفيك في البوسنة والهرسك وهي دولة تقع في البلقان بجنوب شرق أوروبا يحدها من الشمال والغرب والجنوب كرواتيا، من الشرق صربيا ومن الجنوب الغربي جمهورية الجبل الأسود، وهي تكاد أن تكون دولة مقفلة لا ساحل لها على البحر فيما عدا شريط ساحلي طوله 26 كيلومترا على البحر الأدرياتيكي. تقع مقاطعة الهرسك الصغرى إلى الجنوب من الجمهورية.